# Bass Generation
Bass Generation este un album de studio al muzicianului suedez Basshunter. A fost lansat la data de 25 septembrie 2009  de către Hard2Beat. 

## Lista pieselor
| Nr. | Titlu                                      | Lungime |  |
| 1.  | „Every Morning”                            | 3:19    |  |
| 2.  | „I Promised Myself”                        | 2:38    |  |
| 3.  | „Why”                                      | 3:12    |  |
| 4.  | „I Can't Deny” (feat. Lauren)              | 4:00    |  |
| 5.  | „Don't Walk Away”                          | 3:02    |  |
| 6.  | „I Still Love”                             | 3:33    |  |
| 7.  | „Day & Night”                              | 2:55    |  |
| 8.  | „I Will Learn to Love Again” (feat. Stunt) | 3:08    |  |
| 9.  | „Far from Home”                            | 4:11    |  |
| 10. | „I Know U Know”                            | 2:46    |  |
| 11. | „On Our Side”                              | 3:55    |  |
| 12. | „Can You”                                  | 2:25    |  |
| 13. | „Plane to Spain”                           | 3:43    |  |
| 14. | „Every Morning” (Michael Mind Edit)        |         |  |
| 15. | „Numbers”                                  | 3:20    |  |

## Prezența în clasamente și certificări
| Țară (clasament)                                     | Poziția maximă |
| ---------------------------------------------------- | -------------- |
| Noua Zeelandă (Recorded Music NZ)                    | 2              |
| Africa de Sud (SA Top 20)                            | 14             |
| Statele Unite ale Americii (Dance/Electronic Albums) | 15             |
| Irlanda (Top 100 Individual Artist Albums)           | 16             |
| Regatul Unit (UK Albums Chart)                       | 16             |
| Statele Unite ale Americii (Dance/Electronic Albums) | 34             |
| Danemarca (Album Top-40)                             | 36             |
| Franța (SNEP)                                        | 41             |
| Elveția (Alben Top 100)                              | 73             |

| Țara               | Vânzări/ puncte | Certificare |
| ------------------ | --------------- | ----------- |
| Regatul Unit (BPI) | 100,000         | Aur         |